# 에반트 고등학교
에반트 고등학교는 미국 텍사스주 에반트에 위치한 공립 고등학교로 UIL 에서 1A 학교로 분류된다. 코옐군 북서쪽에 위치한 에반트 독립 교육구에 속해 있다. 2015년에는 텍사스 교육청에서 " 표준 준수 " 등급을 받았다.

## 체육
에반트 엘크스는 다음의 스포츠 종목들에서 경쟁한다.
- 농구
- 크로스 컨트리
- 6인축구
- 육상
- 배구

## 동문
- 지미 킬링(Jimmie Keeling) -현재 텍사스주 애빌린에 있는 하딘-시몬스 대학의 전 축구 감독이다.[3]